# Erich Goode
Erich Goode (* 1938) ist ein US-amerikanischer Soziologe und Kriminologe. Er ist dem kriminologischen Etikettierungsansatz verpflichtet, hat Beiträge zur sozialwissenschaftlichen Suchtforschung geliefert und das Phänomen der Moralischen Panik analysiert.
Goode erwarb seinen Bachelor-Abschluss 1960 am Oberlin College und studierte dann an der Columbia University, wo er 1966 im Fach Soziologie promoviert wurde. Er lehrte an mehreren US-amerikanischen Universitäten und der Hebräischen Universität Jerusalem als Professor und ist Emeritus der Stony Brook University.

## Schriften
- Drugs in American society, 8. Auflage, New York, NY: McGraw-Hill, 2012, ISBN 9780078111549
- Deviant behavior. An interactionist approach, 9. Auflage; Upper Saddle River, NJ: Prentice Hall, 2011, ISBN 9780205748075
- Moral panics. The social construction of deviance (mit Nachman Ben-Yehuda), 2. Auflage, Chichester, U.K.; Malden, MA: Wiley-Blackwell, 2009, ISBN 9781405189347.